# 幻想大陸
『幻想大陸』（げんそうたいりく）はエニックス（現スクウェア・エニックス）にて月刊少年ギャグ王にて連載されていた夜麻みゆきによる漫画作品。全2巻。愛蔵版全1巻。2013年8月に復刊ドットコムより完全版が刊行された。

## 概要
最初は月刊少年ガンガン1993年3月号のオリジナル4コマ漫画として登場。その後、月刊少年ギャグ王1994年5月号で連載を開始する。基本的にはほのぼのしたファンタジー系のギャグ漫画だが、時にはシリアスな話になったりする。
夜麻みゆきの作品の『レヴァリアース』『刻の大地』よりも（時間軸で言うと）未来の世界、もしくはパラレルワールドに当たる。主人公である「十六夜」「カイ」「ジェンド」が巻き起こすコメディ漫画であるが、後の作品である『刻の大地』へと大きく繋がっていく。
また、連載終了後も人気は高く、たびたび月刊少年ギャグ王で番外編や外伝が連載された。この番外編「げんそ～たいりく」は「夜麻みゆきのほん」(1997年12月刊行、ISBN 978-4870256910)に収録されている。月刊少年GagOh!1999年2月号にも番外編が掲載された。 
2011年7月からマンガ図書館Zで無料公開されている。

## キャラクター
声優はドラマCD（刻の大地も含む）及びOVA刻の大地によるものである。
十六夜（いざよい）（声優：伊藤美紀）
この物語の主人公の一人。メンバーの中では最年少で心優しい純粋な少年である。独特な雰囲気を作り出し魔物とすぐに仲良くなることができる。旅の目的は邪神竜と仲良くするように説得することと、迷子なので故郷を探すこと。旅している最中なのでモンスターとの戦闘によく遭遇するが、いつも戦わないことを願っており、時折モンスターと仲良くなってしまう場面も多い。読みきり版での出身国は大和の国となっている。
身長145cm 体重38kg 13歳
カイ（声優：関智一）
この物語の主人公の一人。職業は聖騎士であるが、街の女性にナンパをしたり、酒で二日酔いになったりと、いつも軽薄な行動を取っている。その行動でよくジェンドをイラつかせ、岩を投げられ押しつぶされたり、八つ当たりとしてボコられたりする。どこからともなくマラカスを取り出し、踊りだすこともある。戦闘中でもあまり真面目に戦う姿はないが、真剣な状況になると本当の実力を発揮させることが多い。かつて、自分の国で騎士として戦っていたが、友人の言葉をいつも気にかけており、友人が邪神竜に殺されたことをきっかけに城を抜け出す。そして十六夜たちに出会い、彼らの可能性を見て共に旅するようになった経歴がある。
身長178cm 体重63kg 19歳
ジェンド（声優：緒方恵美）
この物語の主人公の一人。記憶がないため、自分が誰であり、どんな目的で旅しているのわからず、耳の長さと肌の色からダークエルフと認識し、人から聞いた「エルフは邪神竜によって滅ぼされた」と言う話から、邪神竜を倒すために旅するようになる。性格は冷血で、モンスターなら躊躇うことなく殺す。だが、十六夜と長く付き合ってきたせいか、後半は性格がかなり丸くなっている。序盤の方から十六夜のことを気にかけており、色々と世話する場面が多い。左利き。本作では特に触れられることはないが、実は女性である。特技は岩を投げること（だが、カイにしか投げたことはない）。戦闘は剣で戦う。自分の名前も初めて十六夜と会った場所が「ジェンドの森」だったことで、十六夜が「ジェンド」と呼び始めたことがきっかけである。
身長168cm 体重49kg 年齢不詳
ツァル（声優：半場友恵、ドラマCD「幻想大陸」のみ）
一話目に十六夜が助けた、蛇に翼が生えたモンスター。モンスター名は「ケツァルコアトル」。人間の言葉が理解でき、十六夜とは大の仲良し。だが、モンスターが嫌いなジェンドのことは苦手。

## 書籍情報
月刊少年ギャグ王版
- 幻想大陸（1）　ISBN 9784870256071 - 1995年09月発売
- 幻想大陸（2）　ISBN 9784870256255 - 1996年06月発売

少年ギャグ王コミックCDコレクション
- 幻想大陸 秘宝の行方 ISBN 978-4870258983 - 1996年07月発売

愛蔵版
- 幻想大陸 ISBN 9784870252561 - 1998年04月発売

小説版
- 小説 幻想大陸 邪神竜の秘密は勇者のあかし!? 著者：大江イオン　ISBN 9784870259171 - 1996年10月発売
- 小説 幻想大陸Ⅱ 丘に集いし者 著者：大江イオン ISBN 9784870259492 - 1997年03月発売